# Mammillaria densispina
Mammillaria densispina ist eine Pflanzenart aus der Gattung Mammillaria in der Familie der Kakteengewächse (Cactaceae). Das Artepitheton densispina bedeutet ‚dicht bestachelt‘.

## Beschreibung
Mammillaria densispina wächst meist einzeln. Die kugeligen bis kurz zylindrischen, dunkelgrünen Triebe werden bis zu 12 Zentimeter hoch und bis zu 6 Zentimeter im Durchmesser groß. Die Warzen sind fest bis weichfleischig, konisch geformt und ohne Milchsaft. Die Axillen sind zuerst wollig später nackt. Die 6 Mitteldornen sind gerade, steif, gelb oft mit dunkler Spitze und 1 bis 1,5 Zentimeter lang. Die bis zu 25 ungleichen Randdornen sind steif, schlank, nadelig und ausgebreitet. Sie sind gelb und werden 0,8 bis 1 Zentimeter lang.
Die hellgelben Blüten sind trichterig. Sie werden 1,5 bis 2 Zentimeter lang und erreichen einen ebensolchen Durchmesser. Die grünlich-rosafarbenen Früchte enthalten braune Samen.

## Verbreitung, Systematik und Gefährdung
Mammillaria densispina ist in den mexikanischen Bundesstaaten San Luis Potosí, Guanajuato, Jalisco, Aguascalientes, Durango, Querétaro und Zacatecas verbreitet.
Die Erstbeschreibung als Cactus densispinus erfolgte 1894 durch John Merle Coulter. Mary Katharine Brandegee stellte die Art 1905 in die Gattung Mammillaria. Weitere nomenklatorische Synonyme sind Neomammillaria densispina (J.M.Coult.) Britton & Rose (1923), Leptocladia densispina (J.M.Coult.) Buxb. (1951) und Krainzia densispina (J.M.Coult.) Doweld (2000).
In der Roten Liste gefährdeter Arten der IUCN wird die Art als „Least Concern (LC)“, d. h. als nicht gefährdet geführt.

## Nachweise